# Joseph-Charles Lefèbvre
Joseph-Charles Lefèbvre (15 de abril de 1892 - 2 de abril de 1973) foi um cardeal francês da Igreja Católica Romana. Ele serviu como arcebispo de Bourges de 1943 a 1969 e foi elevado ao cardinalato em 1960.
Ele era primo do tradicional clérigo católico Dom Marcel Lefebvre. [ citação necessário ]

## Biografia
Joseph-Charles Lefèbvre nasceu em Tourcoing e estudou na Universidade Católica de Lille, na Pontifícia Universidade Gregoriana e no Pontifício Seminário Francês em Roma. No Gregoriano, ele recebeu uma medalha de ouro do Papa por suas notas excepcionais .  Durante seu serviço no exército francês durante a Primeira Guerra Mundial, Lefèbvre foi ferido e capturado pelas forças alemãs em 1914, sendo posteriormente libertado em uma troca de prisioneiros em 1918.
Lefèbvre foi ordenado ao sacerdócio em 17 de dezembro de 1921. Em 1924 ele começou a pastoral trabalho em Poitiers, onde ele também seria feito Diretor de Obras, honorário canon, e vigário geral. Ele foi elevado ao posto de monsenhor em 28 de dezembro de 1936.
Em 27 de julho de 1938, Lefèbvre foi nomeado bispo de Troyes pelo Papa Pio XI. Ele recebeu sua consagração episcopal no dia 11 de outubro do bispo Edouard-Gabriel Mesguen, com os bispos Joseph-Jean Heintz e Louis Liagre servindo como co-consagradores. Posteriormente, Lefebvre foi promovido a Arcebispo de Bourges em 17 de junho de 1943. Para deter a crescente rebelião francesa contra a autoridade papal, Lefèbvre sugeriu "lançar luz sobre os ensinamentos essenciais da Igreja em assuntos contemporâneos - políticos, sociais e econômicos". 
O Papa João XXIII, com quem Lefèbvre se tornou amigo enquanto o primeiro serviu como núncio na França,  criou o cardeal padre de São João Batista dos Florentinos no consistório de 28 de março de 1960. Lefèbvre participou do Concílio Vaticano II (1962-1965). e foi um dos cardeais eleitores que participaram do Conclave de 1963, que selecionou o Papa Paulo VI.
De 1965 a 1969, ele foi representante dos cardeais na Conferência Episcopal Francesa. Lefèbvre renunciou ao cargo de arcebispo de Bourges em 10 de outubro de 1969, e morreu na mesma cidade aos 81 anos. Ele está enterrado na Catedral de Saint-Étienne .

## Link Externo
- Cardinals of the Holy Roman Church
- Catholic-Hierarchy [self-published]